# فونیکس ایرویز
فونیکس ایرویز (به انگلیسی: Phoenix Airways) یک شرکت هواپیمایی است که در ۱ سپتامبر ۲۰۱۲ میلادی تأسیس شده و در ۱۶ ژوئیه ۲۰۱۴ فعالیتش را آغاز کرده‌است. قطب فونیکس ایرویز در فرودگاه بین‌المللی رابرت ل. بریدشو قرار دارد.